# Округ Рај (Иран)
Округ Раj (персијски: شهرستان ری) је округ у провинцији Техеран у Ирану. Главни град округа је Рај, који је у ствари део Техерана. Према попису становништва из 2006. године, становништво округа износило је 292.016, у 71.711 породица.  Округ је подељен у четири области: централни дистрикт, Дистрикт Фашапујех, Дистрикт Кахризак и Нови дистрикт Калех . Округ има три града: Хасанабад, Кахризак и Бакершахр.

## Напомена о правопису
Према Иранском коморном друштву, исправан правопис града на енглеском и перsијском језику је „Раj“ (са „а“ самогласником), мада постоје и варијације у правопису. Градски универзитет такође користи правописни назив „Рај“ („Универзитет Азад, Шахр-е-РаЈ“) , као и Енциклопедија Ираника коју је објавио Универзитет Колумбија.